# GNU social
GNU social（曾用名StatusNet、Laconica）是一个用PHP编写的自由及开放源代码的微博客程序。在提供与Twitter相似的功能的同时，GNU social提供在微博客社区之间的开放的、跨服务的交流。企业和个人可以安装并控制他们自己的服务和数据。.
2010年3月3日StatusNet 0.9.0版本加入了对OStatus，一个新的、取代OpenMicroBlogging的标准的支持。
2013年6月8日，GNU social开发者宣布StatusNet和Free Social将并入GNU social项目。

## 名称
在发布0.8.1版本（也被称作"Second Guessing"）时，Laconica被重命名为StatusNet。
StatusNet这个名字反映了这个程序是干什么的：在你的社交网络（social network）发布“状态（status）”
Laconica这个名字来源于拉科尼式简略语。Laconic指的是古时候斯巴达的人，他们使用的是拉科尼式简略语，即言简意赅地表达自己。在微博客中，消息有长度限制（通常限制在140个字符以内），所以人们在微博客中就像就像使用拉科尼式简略语一样。

## 重要部署
StatusNet部署在很多公共服务上。

### Identi.ca
Identi.ca这个服务曾是第一个StatusNet（当时称为Laconica）实例。由StatusNet的创建者StatusNet Inc.托管。Identi.ca向公众提供免费的帐户并作为可安装版本的StatusNet的旗舰。该站现已迁移到pump.io平台。

### TWiT Army
另一个曾热门的StatusNet实例是This Week in Tech的TWiT Army。

## 功能与特色
- 支持通过XMPP/Google Talk客户端更新消息
- 支持OpenID登录
- 支持聯邦，允许通过OStatus协议关注远程服务的用户消息
  - 使用Salmon协议（英语：Salmon Protocol）回复
- 支持SMS更新消息和提醒
- API与Twitter兼容
- 主題標籤
- 多语言界面（使用Gettext）
- 同步到Twitter
- 小组
- 自动缩短URL
- 地理位置信息和地图
- 实时更新
- 上载附件（文件、图片、视频、音频等）
- 支持嵌入其他网站的内容，比如YouTube、Flickr等